# Doliocystis aphroditae
Doliocystis aphroditae is een soort in de taxonomische indeling van de Myzozoa, een stam van microscopische parasitaire dieren. Het organisme komt uit het geslacht Doliocystis en behoort tot de familie Lecudinidae. Doliocystis aphroditae werd in 1863 ontdekt door Lankester.